# Mokoma

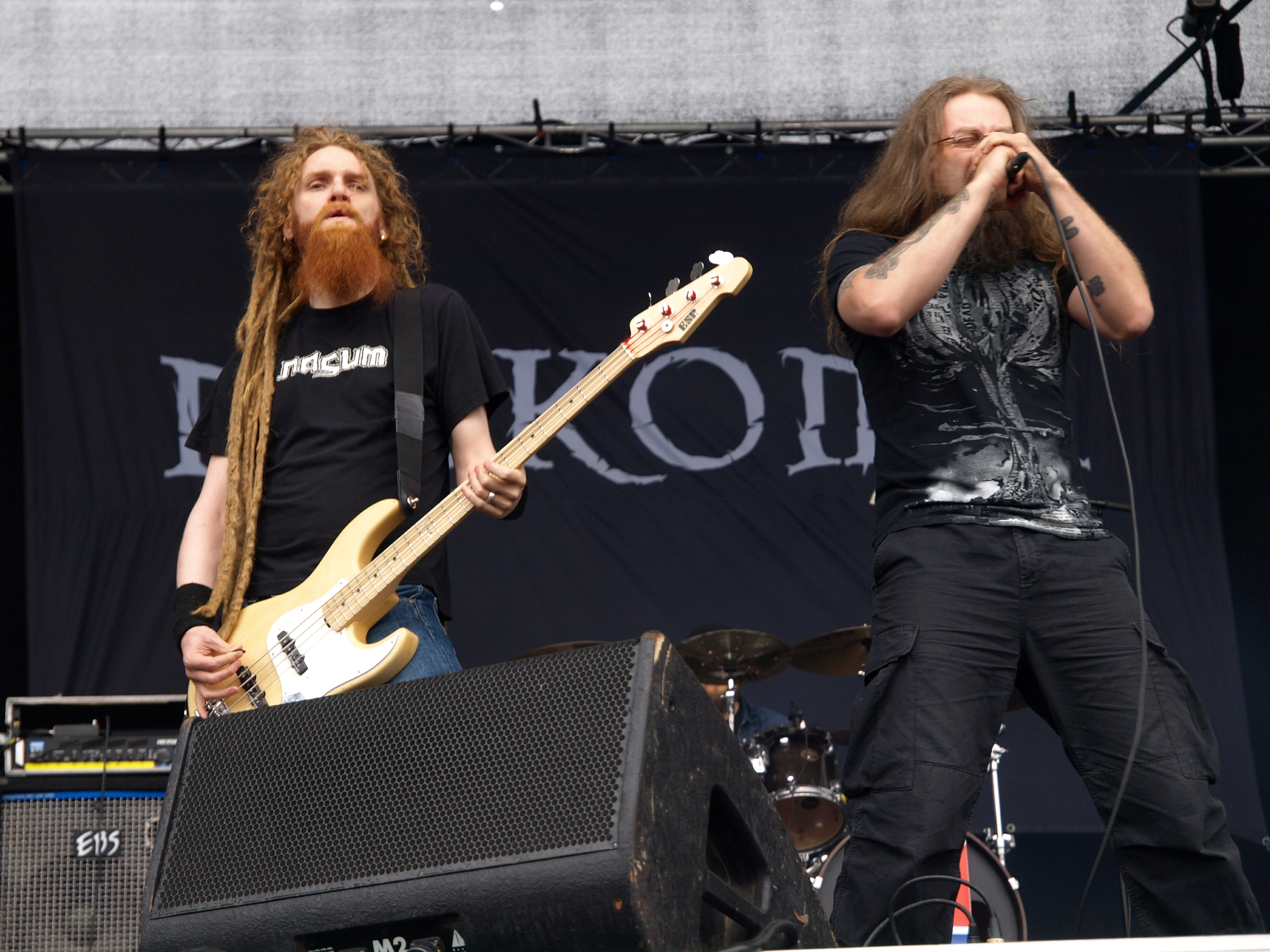
Santtu Hämäläinen e Marko Annala

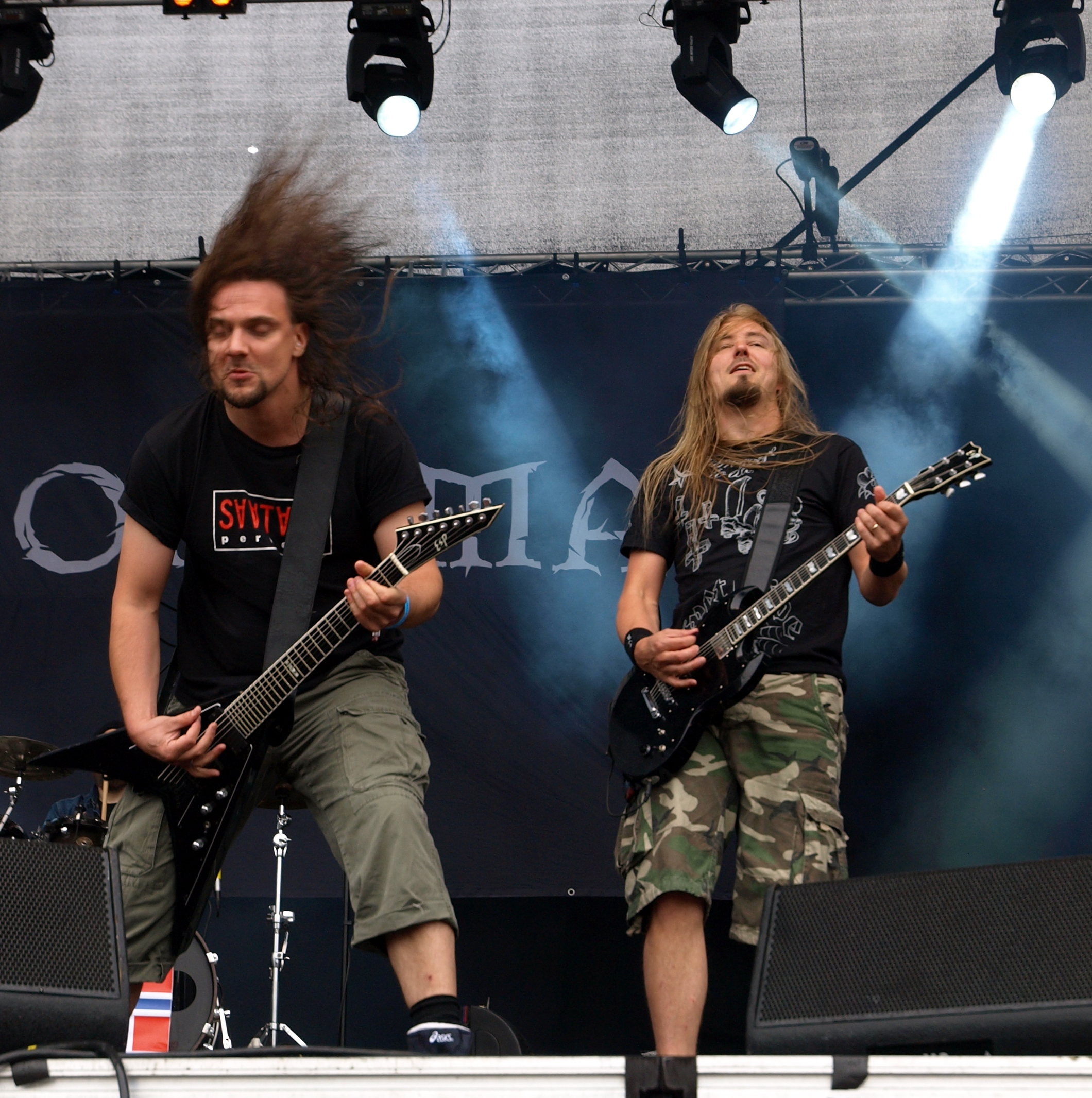
Kuisma Aalto e Tuomo Saikkonen

Mokoma é uma banda finlandesa de thrash metal que foi formada em Lappeenranta em 1996. Sua música possui influências do grindcore e death metal de melancolia finlandesa.
A banda começou como uma criação de Marko Annala, vocalista da banda, e que foi o único membro que continuou desde a formação original da banda. O nome da banda vem da avó da ex-namorada de Annala, Karelian, que disse: "Voi siuta mokomaa". A frase significa aproximadamente "Oh Deus, você e seus truques" quando posta em português. Mokoma é uma palavra semelhante, mas ligeiramente mais graciosa para "condenado" ou "amaldiçoado". Ao longo dos anos, vários membros entraram e saíram da banda, mas apenas Marko manteve-se constante.
Mokoma começou como uma banda de rock mais tradicional com seus dois primeiros álbuns, "Valu" e "Mokoman 120 päivää". No entanto, ambos os álbuns venderam mal e eles acabaram sendo descartados quando eles sugeriram para a sua gravadora (EMI), que eles queriam apostar em algo de gosto mais particular: thrash metal. O grupo mudou-se e criou a sua própria gravadora, chamada de Sakara Records, e lançou seu terceiro álbum, "Kurimus", que às vezes é considerado como o primeiro álbum de thrash metal cantado em finlandês. Desde então, já lançou mais sete álbuns e um EP chamado "Viides vuodenaika", que atingiu a primeira posição nas paradas da finlândia. O seu álbum mais recente é "Ihmissokkelo".

## Membros

### Atualmente
- Marko Annala - vocal (1996–atualmente), guitarra (1996)
- Tuomo Saikkonen - guitarra & vocal (1997–atualmente)
- Kuisma Aalto - guitarra & vocal (1997–atualmente)
- Janne Hyrkäs - bateria (2000–atualmente)
- Santtu Hämäläinen - baixo elétrico (2004–atualmente)

### Ex-membros
- Heikki Kärkkäinen - baixo elétrico (1997-2004)
- Janne Hynynen - bateria (1997-1999)
- Roope Laasonen - teclados (1997)
- Juhana Rantala - sessão de bateria (de 1999)
- Raikko Törönen - bateria (1999)
- Mikko Ruokonen - sessão de bateria (de 1999)

## Discografia

### Álbuns
- Valu (1999)
- Mokoman 120 päivää (2001)
- Kurimus (2003)
- Tämän maailman ruhtinaan hovi (2004)
- Kuoleman laulukunnaat (2006)
- Luihin ja ytimiin (2007)
- Sydänjuuret (2010)
- Varjopuoli (2011)
- 180 astetta (2012)
- Elävien kirjoihin (2015)
- Hengen pitimet (2018)
- Ihmissokkelo (2020)

### EPs / singles
- Kasvan (1999)
- Perspektiivi (1999)
- Seitsemän sinetin takana (2001)
- Rajapyykki (2001)
- Takatalvi (de 2003)
- Punainen kukko (2003)
- Hiljaisuuden julistaja (2004)
- Viides vuodenaika (EP, 2006)
- Nujerra ihminen (2007)
- Sydänjuuret (2010)
- Juurta jaksain (EP, 2010)
- Sarvet esiin (2010)
- Sydän paikallaan (2011)
- Valkoista kohinaa (2012)
- Punamultaa (2012)
- Yksi (2013)
- Sinne missä aamu sarastaa (2015)

### DVDs
- Mokoma DVD - Mäntit tien päällä (2004)
- Sakara Tour 2006 (2007)